# Astrophytum capricorne
Astrophytum capricorne (укр. Астрофітум козерогий) — рослина з роду астрофітум родини кактусових.

## Зовнішній вигляд

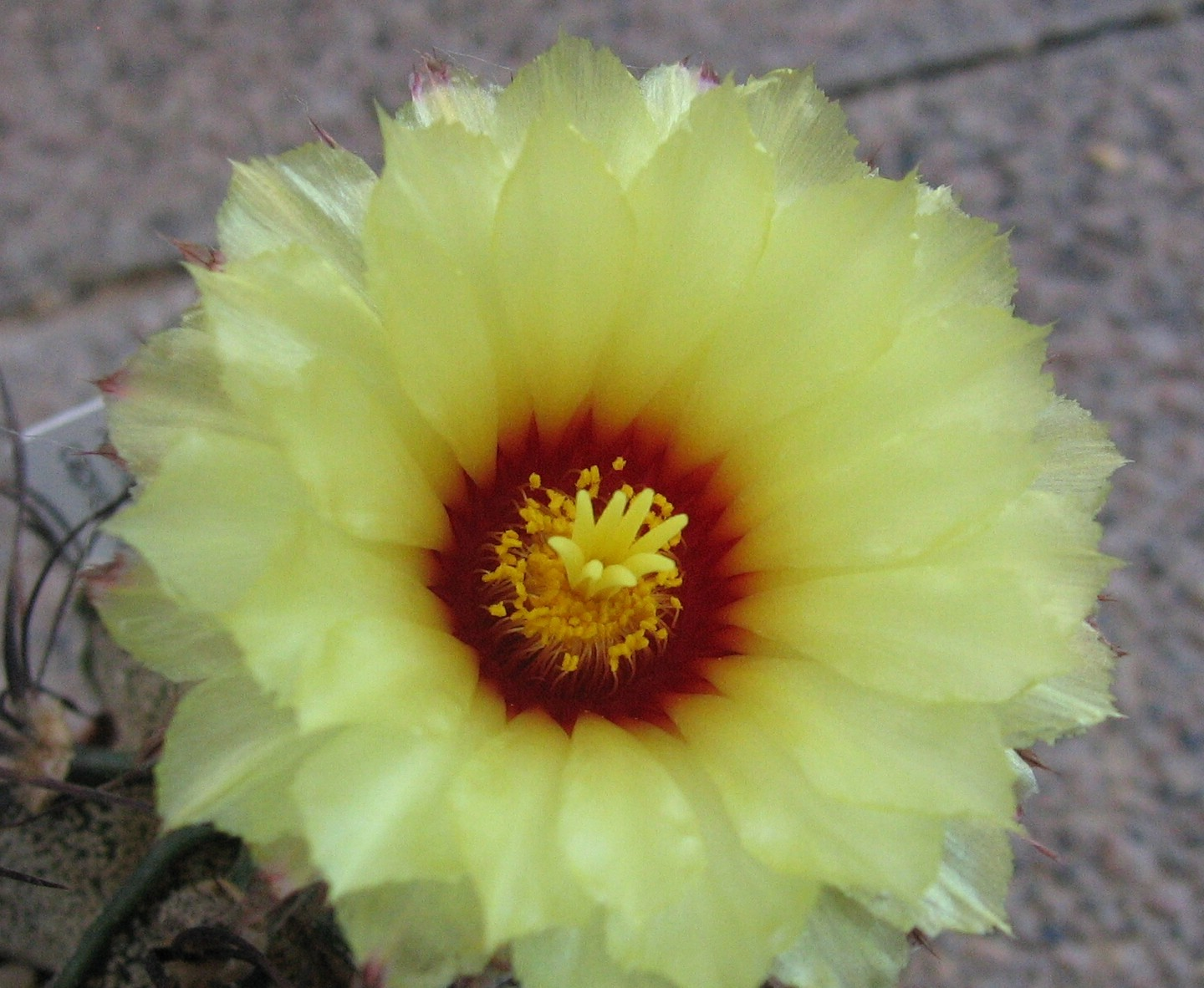
Квітка Astrophytum capricorne

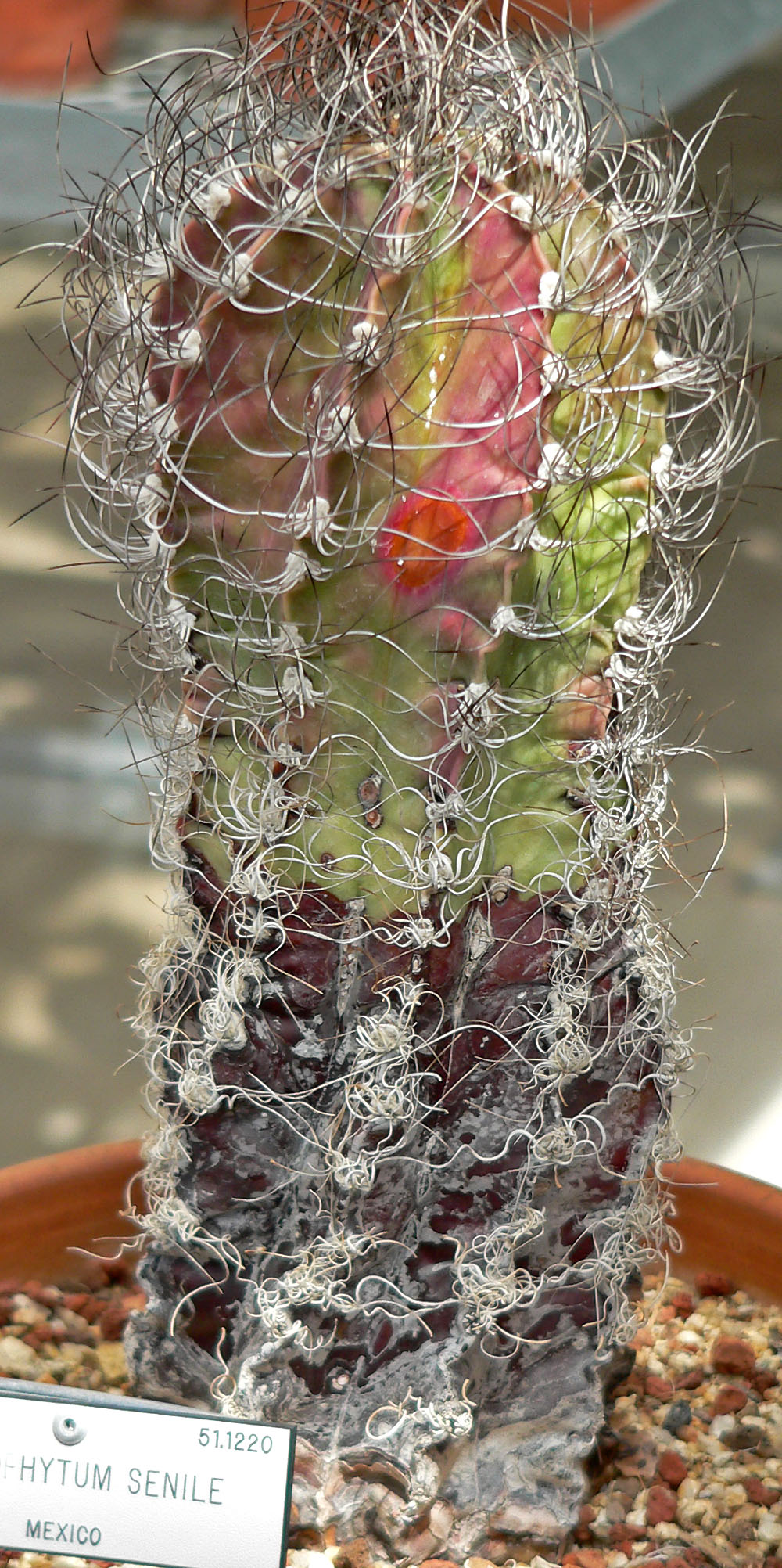
Astrophytum capricorne var. senile

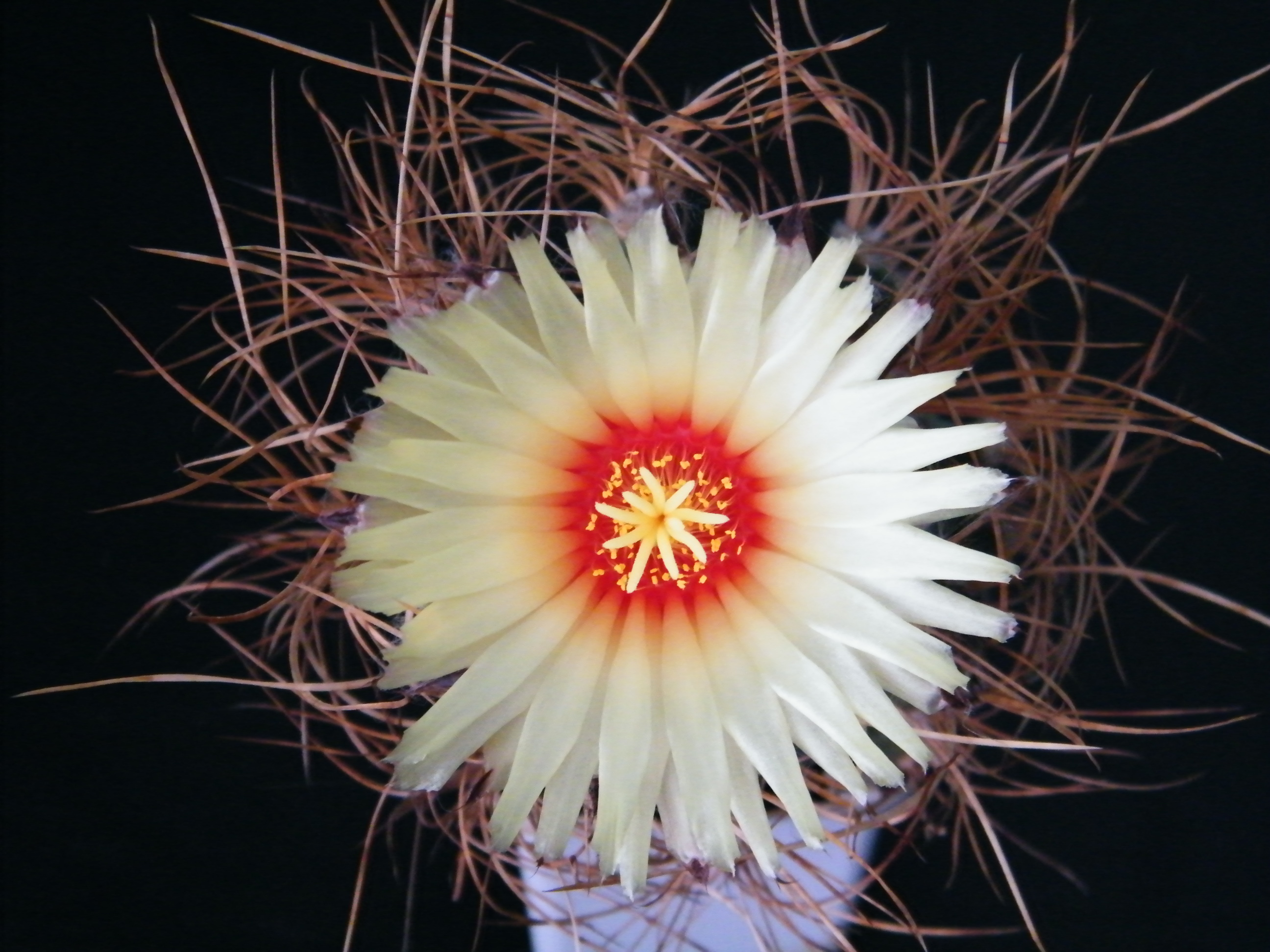
Квітка Astrophytum capricorne var. senile

Стебло спочатку кулясте, пізніше циліндричне, виростає до 25 см у висоту і 15 см у діаметрі. Ребер зазвичай 8. Вони високі, гострі, прямі. Епідерміс темно-зеленого кольору, покритий великими жовтими пластівцями, особливо густими на верхівці. На старому прирості пластівці біліють. Зігнуті і безладно переплетені колючки досягають довжини 8 см вони сплощені і забарвлені в темно-бурі тони. З віком колючки нижньої частини стебла опадають. Квіти до 10 см в діаметрі, яскраво-жовті, з червоним центром.
Батьківщина: Мексика (Коауїла).

## Різновиди
- Astrophytum capricorne var. niveum
- Astrophytum capricorne var. crassispinum
- Astrophytum capricorne var. senile
- Astrophytum capricorne var. major
- Astrophytum capricorne var. minor